# Trogon cua-reixat
El trogon cua-reixat (Trogon clathratus) és una espècie d'ocell de la família dels trogònids (Trogonidae) que habita la selva humida de les terres baixes de Costa Rica i oest de Panamà.